# Sävare landskommun
Sävare landskommun var en tidigare kommun i dåvarande Skaraborgs län.

## Administrativ historik
Kommunen inrättades i Sävare socken i Kinnefjärdings härad i Västergötland när 1862 års kommunalförordningar trädde i kraft. 
Vid kommunreformen 1952 uppgick landskommunen i Vinninga landskommun som 1969 uppgick i Lidköpings stad som 1971 ombildades till Lidköpings kommun.

## Politik

### Mandatfördelning i Sävare landskommun 1938-1946
| 6 | 9 |

| 15 |

| 15 |

| 15 |

| 6 | 9 |

| 15 |